# Der vierte Mann (2019)
Der vierte Mann ist ein österreichisch-deutscher Crossoverfilm zwischen den zwei SOKO-Krimiserien SOKO Wien und SOKO Leipzig. Die Erstausstrahlung erfolgte am 2. November 2019 bei ORF 1. Im ZDF wurde das Crossover am 8. November 2019 im Rahmen 30 Jahre Mauerfall gezeigt. Das Drehbuch basierte auf einer wahren Geschichte rund um die Kreise der Wiener Geschäftsfrau Rudolfine Steindling, genannt die „Rote Fini“.

## Handlung
Der Stargeiger Philipp Baumgarten wird nach einem Konzert in Leipzig entführt. Seine Geige ist ebenfalls verschwunden, die aus der Werkstatt eines Geigenbauers in Wien stammt. Daher wenden sich die Leipziger Ermittler an ihre Wiener Kollegen, um die Rolle der Geige bei der Entführung herauszufinden. Bei dem Versuch, mit dem Geigenbauer zu sprechen, finden die Wiener Ermittler diesen schwer verletzt vor. Wenig später kann der entführte Geiger in Leipzig lebendig aufgespürt werden. Mit dessen Aussage kann der Entführer identifiziert werden. Es handelt sich um Kurt Lehrmann, den Hausmeister des Leipziger Gewandhauses. Er wurde vor der Wiedervereinigung wegen Totschlags, den er nicht begangen hatte, der aber von vier Männern bezeugt wurde zu zwölf Jahren Haft verurteilt. Doch sein Motiv hinter der Entführung scheint rätselhaft. Als kurz darauf ein pensionierter Bankier in Wien ermordet wird und die Täterbeschreibung auf Kurt Lehrmann passt, wird klar, dass die Leipziger und Wiener Kollegen bei diesem grenzüberschreitenden Fall zusammenarbeiten werden.

## Hintergrund
Der erste Teil der Dreharbeiten fand vom 4. bis zum 17. Dezember 2018 in Wien statt. In Leipzig wurde vom 4. bis zum 12. April 2019 der zweite Teil der Dreharbeiten realisiert. Produziert wurde dieses Serienspecial von Satel Film und UFA Fiction für ZDF und ORF.
Der Film nimmt Anleihen an dem Filmklassiker Der dritte Mann, nicht nur mit dem Titel und dem Spielort, sondern auch einer wiederkehrenden Melodie.

## Besetzung

### Hauptdarsteller
| Schauspieler       | Rollenname         | Rolle                    |
| SOKO Wien          | SOKO Wien          | SOKO Wien                |
| ------------------ | ------------------ | ------------------------ |
| Stefan Jürgens     | Carl Ribarski      | Major                    |
| Brigitte Kren      | Dr. Henriette Wolf | Oberst                   |
| Lilian Klebow      | Penny Lanz         | Gruppeninspektorin       |
| Michael Steinocher | Simon Steininger   | Bezirksinspektor         |
| Maria Happel       | Dr. Franziska Beck | Rechtsmedizinerin        |
| Helmut Bohatsch    | Franz Wohlfahrt    | Kriminaltechniker        |
| SOKO Leipzig       |                    |                          |
| Melanie Marschke   | Ina Zimmermann     | Kriminalhauptkommissarin |
| Marco Girnth       | Jan Maybach        | Kriminaloberkommissar    |
| Steffen Schroeder  | Tom Kowalski       | Kriminalkommissar        |
| Amy Mußul          | Kim Nowak          | Kriminalkommissarin      |

### Nebendarsteller
| Schauspieler        | Rollenname                  |
| ------------------- | --------------------------- |
| Thorsten Merten     | Kurt Lehrmann               |
| Hans-Maria Darnov   | Michael Havranek            |
| Karl Fischer        | Georg Emanuel Holzer        |
| Dominik Maringer    | Philipp Baumgarten          |
| Susi Stach          | Marion Holzer               |
| Wolfram Berger      | Dr. Johannes Mayerhofer     |
| Maxine Kazis        | Luna Steffens               |
| Hilmar Eichhorn     | Walter Lobrecht             |
| Muriel Wimmer       | Karina Gladow               |
| Stefan Wancura      | Georg Emanuel Holzer (jung) |
| Christoph Kail      | Johannes Mayerhofer (jung)  |
| Simon Dietersdorfer | Michael Havranek (jung)     |
| Lars Möhring        | Walter Lobrecht (jung)      |
| Marcel Becker-Neu   | Kurt Lehrmann (jung)        |
| Florian Clyde       | Pianist Karsten Wittich     |
| Magdalena Helmig    | Personalchefin              |
| Manfred Möck        | Archivar                    |
| Ronald Seboth       | Kneipenwirt                 |
| Johannes Rhomberg   | Polizist                    |

## Rezeption

### Kritiken
Die Neue Osnabrücker Zeitung schrieb: „Der Täter, gespielt vom großartigen Thorsten Merten, ist den Zuschauern von Anfang an bekannt. Die Spannung dieser SOKO-Doppelnummer entwickelt Regisseur Erhard Riedelsperger aus dem Katz-und-Maus-Spiel zwischen Täter und Polizei sowie Täter und potenziellen Opfern. Dabei vermengt das Autoren-Trio Max Gruber, Markus Hoffmann und Uwe Kossmann die deutsch-deutsche Vergangenheit mit einem Stück österreichischer Geschichte – Stichwort ‚die rote Fini‘ alias Rudolfine Steindling, die tatkräftig bei der Abwicklung des DDR-Außenhandels mitbetrogen haben soll.“
Julian Miller wertete für Quotenmeter.de und befand: „Alles beginnt – wie bei vielen vergleichsweise einfallslosen öffentlich-rechtlichen Filmen, die in Wien spielen – auf dem Prater.“ „So geht es dann eineinhalb Stunden lang weiter: langatmig, handlungsarm, unpsychologisch. [...] ‚Der vierte Mann‘ ist der reinste Vorabend: beliebig, ambitionslos, abwaschbar.“
Bei prisma.de meinte Maximilian Haase durchaus anerkennend: „Krimi-Crossover zwischen Leipziger und Wiener ‚SOKO‘: In ‚Der vierte Mann‘ treffen unterschiedliche Mentalitäten aufeinander. Die Mischung funktioniert, wie nun erneut im ZDF zu sehen ist.“

### Einschaltquoten
Die Ausstrahlung am 8. November 2019 im ZDF verfolgten insgesamt 5,79 Millionen Zuschauer, was einem Marktanteil von 19,8 Prozent entsprach. Bei den jüngeren Zuschauern zwischen 14 und 49 Jahren schalteten 0,63 Millionen (7,8 Prozent Marktanteil) ein.